# Кордоба, Иньиго
Иньиго Кордоба Керехета (исп. и баск. Iñigo Córdoba Querejeta; 13 марта 1997, Бильбао, Испания) — испанский футболист, вингер клуба «Бургос».

## Карьера
Кордоба является воспитанником клуба «Атлетик Бильбао». В двенадцать лет поступил в школу команды. С 2014 года - игрок резервной команды «Атлетика» - «Басконии», где провёл один сезон, выступая в Терсере. С сезона 2015/16 — игрок резервной команды «Бильбао Атлетик», выступающей в Сегунде Б. Дебютировал в ней 12 сентября 2015 года в поединке против «Реала Вальядолида». Всего в сезоне провёл 21 встречу, однако выходил в основном на замену. В сезоне 2016/17 — основной игрок команды, провёл 32 матча, забил 4 мяча. Дебютный пришёлся на 27 августа 2016 года, на поединок против «Самудио».
С сезона 2017/18 — игрок основной команды «Атлетика». Перед началом сезона продлил контракт до 2021 года. Дебютировал в Примере 20 августа 2017 года в поединке против «Хетафе», выйдя на поле на замену на 88-й минуте вместо Микеля Баленсиага.
31 августа 2021 года перешёл на правах аренды в нидерландский «Гоу Эхед Иглз».
22 июля 2022 года подписал двухлетний контракт с клубом «Фортуна».
27 июля 2024 года перешёл в испанский «Бургос», подписав двухлетний контракт до середины 2026 года.
Являлся игроком юношеских сборных Испании. Имеет двух братьев, также футболистов — Айтора (род. 1995), выступающего за «Лейоа», и Асьера (род. 2000), который выступает за «Сестао Ривер».